# هان جي هاي
هان جي هاي  (لي جي هاي من مواليد 29 يونيو 1984) هي عارضة أزياء وممثلة جنوب كورية.

## حياتها
رغم أن اسم ولادتها الحقيقي هو لي جي هاي إلا أنها اختارت أن تغيره وتعُرف باسم هان جي هاي وذلك مخافة احتمال خلط المعجبين والإعلام بينها وبين ممثلة أخرى قديمة تحمل نفس إسمها الكوري هي الممثلة لينا لي.

### حياتها الخاصة
نسجت الممثلة هان علاقة عاطفية مع الممثل لي دونغ جون دامت أربع سنوات الممثلة هان جي هاي تؤكد علاقتها بالممثل لي دونغ جون (بالإنجليزية)، لكن الثنائي إنفصل سنة 2008 ما أثار ضجة إعلامية كبيرة ثنائيات الدراما الذين نسجوا علاقات عاطفية ثم إنفصلوا (بالإنجليزية).
في 21 سبتمبر 2010، تزوجت هان في حفل خاص بهاواي بحبيبها الذي يعمل كمدع عام.

## أعمالها

### مسلسلاتها
- 2003 : رائحة الصيف (مسلسل)
- 2004 : العروس الصغيرة (مسلسل)
- 2008 - 2009 : شرق عدن (مسلسل)

### أفلامها
- 2003 : العزاب (فيلم كوري)
- 2005 : صديقي فصيلة دمه بي (فيلم)
- 2008 : Humming

### فيديو كليبات
- 2002 : "그댄 행복에 살텐데"
- 2003 : "잊을 수 있을까요؟"

### كتب
ماي فير ليدي سنة 2010.

## خط إنتاج ملابس
تمتلك هان خط إنتاج أحذية يسمى إتش للمصمم جيني كيم منذ سنة 2009.

## وصلات خارجية
- الموقع الفرنسي للممثلين الكوريين
- الصفحة الرسمية للممثلة هان جي هاي على موقع الإتصال الاجتماعي فيسبوك
- الصفحة الرسمية للممثلة هان جي هاي على موقع إنستغرام
- هان جي هاي على موقع IMDb (الإنجليزية)
- هان جي هاي على موقع أول موفي (الإنجليزية)
- هان جي هاي على موقع قاعدة بيانات الفيلم (الإنجليزية)
- هان جي هاي تنضم إلى المسلسل الدرامي الجديد Full Sun
- لي سونغ جي وهان جي هاي سيقدمان حفل MBC Drama Awards